# NGC 31
NGC 31 là một thiên hà xoắn ốc nằm trong chòm sao Phượng Hoàng. Kiểu hình thái của nó là SB (rs) cd, có nghĩa là nó là một thiên hà xoắn ốc có rào cản kiểu muộn.